# Grijsstaartboomgors
De grijsstaartboomgors (Microspingus alticola synoniem:  Poospiza alticola) is een zangvogel uit de familie Thraupidae (tangaren). Het is een bedreigde, endemische vogelsoort in de Peruaanse Andes.

## Herkenning
De vogel is gemiddeld 15,5 cm lang en heeft een donkere, leigrijze kop met een lange, witte wenkbrauwstreep en een witte baardstreep. De buik en borst zijn wit met brede kaneelkleurige flanken. Van boven is de vogel grijsbruin.

## Verspreiding en leefgebied
Deze soort is endemisch in westelijk Peru, met name van zuidelijk Cajamarca tot La Libertad en oostelijk Ancash. Het leefgebied is de subalpiene zone van de Andes op hoogten tussen 2900 en 4600 m boven zeeniveau in struikvormig bos, waarin vooral het voorkomen van de komposieten uit het geslacht Gynoxys voor de soort van belang zijn.

## Status
De grijsstaartboomgors heeft een beperkt verspreidingsgebied en daardoor is de kans op uitsterven aanwezig. De grootte van de populatie werd in 2016 door BirdLife International geschat op 600 tot 1700 individuen en de populatie-aantallen nemen af door habitatverlies. Het leefgebied wordt aangetast door ontbossing waarbij natuurlijk bos in brand wordt gestoken en omgezet in gebied voor beweiding door vee of voor de teelt van exotische boomsoorten. Om deze redenen staat deze soort als bedreigd op de Rode Lijst van de IUCN.